# 绍莫吉图尔
绍莫吉图尔，是匈牙利绍莫吉州所辖的一个村。总面积35.30平方公里，总人口443，人口密度12.5人/平方公里（2011年1月1日）。